# 15 cm K 16
150-мм важка гармата K 16 (нім. 15-cm-Kanone 16) — німецька важка польова гармата часів Першої та Другої світових воєн. Гармата належала до класу важких польових гармат, що активно використовувалася сторонами конфлікту під час Першої світової війни з метою руйнування (знищення) польових фортифікаційних споруд противника та завдання поразки його військам, що тримають оборону на укріпленних позиціях. Французи переважно використовували Canon de 155mm GPF, тоді як британці — 6-дюймову гармату BL серії Mk XIX. У 1917 році Німецька імперія представила 15 см (150 мм) Kanone 16 (K16), виготовлену відомим виробником зброї Krupp. Виробництво тривало з 1917 року по листопад 1918 року до перемир'я. Після війни частина цієї зброї потрапила в руки бельгійців, а після окупації цієї країни військами вермахту була повернута і якийсь час перебувала на озброєнні німецьких артилерійських підрозділів під час Другої світової війни.
Після представлення військового міністерства в серпні 1916 року артилерійська система, розроблена фахівцями Friedrich Krupp AG, була передана німецьким військам навесні 1917 року. Спочатку розглядався поворотний механізм для збільшення траверсу, але виявилося, що вогневі позиції вимагають занадто багато часу для їхньої підготовки до стрільби, що було невигідно в умовах війни того часу. Вже існувала загроза з боку ворожої авіації, і позиції часто знаходилися безпосередньо за лінією фронту, щоб мати можливість використовувати її на максимальній дальності стрільби. Позиції, які виявляла розвідка противника, були швидко обстріляні ворожою артилерією, що вимагало регулярних і швидких змін позицій. Батарея 150-мм важких польових гармат K 16 за станом на 1917 рік мала за штатом дві гармати.
Ця гармата була однією з найважчих у кайзерівській артилерії, тому в ролі лафета йому служив чотириколісний віз зі сталевими колесами. Окремо транспортувалися гарматний щит та ствол. Гармата могла стріляти двома типами фугасних снарядів: використовувалися три заряди, що давали різну швидкість. Перший заряд давав початкову швидкість 555 м/с, другий — 696 м/с, третій — 757 м/с.
Досвід 1918 року привів до ідеї формування окремих артилерійських груп дальнього радіусу дії. Ними керували на рівні армійського корпусу або армій власним начальником артилерії та використовувалися такі групи цілеспрямовано або масовано в інтересах проведення загальновійськової операції.
У жовтні 1918 року німецька армія мала 106 батарей 150-мм гармат K 16 (Krupp) і, таким чином, 212 гармат цього типу. Також було 11 батарей з 150-мм гарматами K 16 (Rheinmetall), тобто 22 гармати. Умови Версальського договору передбачали, що гармати калібру більше 10,5 см повинні бути здані або знищені. Хоча велика кількість гармат була передана Бельгії, значну кількість, ймовірно, було знищено.
На цьому тлі цікаве питання, як вдалося досягти того, що німецький рейхсвер, мабуть, мав не менше 28 гармат, які були передані Вермахту при його заснуванні.

## Зброя схожа за ТТХ та часом застосування
- 15-см важка польова гаубиця М.14
- 15-см важка гаубиця М.15
- 150-мм важка польова гармата M. 94
- 150-мм гаубиця BL 6-inch 26 cwt
- 150-мм гаубиця BL 6-inch 30 cwt
- 150-мм польова гаубиця Obice da 149/12
- 152-мм гаубиця зразка 1909 року
- 152-мм польова гаубиця зразка 1910 року
- 155-мм гаубиця CTR modèle 1904
- 155-мм польова гаубиця modèle 1915 St. Chamond
- 155-мм польова гаубиця modèle 1917 Schneider
- 150-мм важка гаубиця Тип 4
- 150-мм важка гаубиця Тип 38